# Roberto d'Alessio
Roberto d'Alessio (Vittoria, Sicília, 1893 - Borgo San Lorenzo, Toscana, 1975) fou un tenor italià.
Va debutar el 1921 al Kursaal de Lugano com a Duca a Rigoletto. Va cantar diverses temporades al Gran Teatre del Liceu de Barcelona.